# Swante Edlund
Swante Wilhelm Edlund, född 11 juli 1946 i Hjo, är en svensk organist och kompositör.

## Familj
Edlund är son till baptistpredikanten Sven Vilhelm Edlund och Ingrid Elisabet Gooholm. Edlund gifte sig med Birgitta Edlund (född 1935). 

## Kompositioner

### Orkesterverk
- Symfoni nr 1 op. 14 (1988).
- Intrada piccola op. 10 (1987). Uruppfördes 8 november 1987 i Skinnskatteberg av Bergslagens kammarsymfoniker under ledning av dirigenten Glenn Mossop.
- Symfoni nr 2 op. 15 (1989)
- Violinkonsert op. 25 (1990). Tillägnad Bo-Gustav Thorsell.

### Orgelverk
- Toccata och fuga, ess-moll (1984). Verket uruppfördes 8 april 1984 i Västanfors kyrka av Bengt Larsson.
- Introduktion och fuga op. 8, ess-moll (1985). Verket uruppfördes 1 januari 1985 i Uppsala domkyrka av Bengt Larsson. Tillägnad Bengt Larsson.
- Tre koralförspel op. 2 (1989)
  - Var är den vän, som över allt jag söker.
  - Han på Korset.
  - Så är fullkomnat, Jesu kär.
- Tre stycken op. 9 
  - Pastoral
  - Kanon
  - Air
- Toccata mobile op. 23 (1989). Tillägnad Jörgen Engström.
- Marcia festiva op. 24 (1989).
- Adagio, op. 39 (1995).
- Fuga serioso op. 41. Tillägnad Gotthard Arnér.
- Lamento, op. 46 (1999)
- Se vi gå upp till Jerusalem (2011). Koralförspel till psalm 135.
- Cantilena (2011)
- Meditation (2012)
- Adagio (2013)
- Pastorale idillico (2013)
- Från tidevarv till tidevarv (2013). Koralförspel till psalm 376.
- In memoriam (2014)
- Av himlens höjd (2014)
- Scherzo (2014)
- Fuga över BACH (2015)
- Andante nostalgia I-VII (2015)
- Mesto (2015)
- Cantabile elegiaco (2015). Tillägnad Kristina Kull.
- Toccata c-moll (2016)
- Preludium och fuga h-moll (2016)
- Tre fugor för orgel (2016)
  - Fuga nr 1 E-dur
  - Fuga nr 2 d-moll
  - Fuga nr 3 h-moll
- Sorgmarsch (2016)
- Pastorale rustico (2016)
- Andante religioso (2017). Tillägnad Kristina Kull.
- Den signade dag (2017). Uruppfördes 22 oktober 2017 i Vårfrukyrkan, Skänninge.
- Processionsmusik (2017). Tillägnad musikdirektör Magnus Sundman.
- Toccata und Fuge f-moll (2017). Tillägnad Peter Müller i Neuss, Tyskland.
- Elysion (2017). Tillägnad Birthe Lauridsen. Uruppfördes 23 juli 2017 i Vårfrukyrkan, Skänninge av Swante Edlund.
- Cantilena (2017). Uruppfördes 24 augusti 2017 i Vårfrukyrkan, Skänninge av Swante Edlund.
- Alabarock (2017). Tillägnad brodern och vissångaren Lars Edlund.
- Andante affabile (2017). Uruppfördes 10 december 2017 i Vårfrukyrkan, Skänninge av Swante Edlund.
- Lento lirico (2018)
- Toccata und Fuge solenn (2018)
- Vater unser im Himmelreich: fyra koralbearbetningar (2018). Uruppfördes 10 september 2018 i Klockrike kyrka av Swante Edlund.
- Introduction, Choral und Fuge (2019)
- Ayre (2019)
- Andante nostalgia nr 9 (2019). Uruppfördes 28 april 2019 i Älvestads kyrka av Swante Edlund. Tillägnad Arne Ekholm.
- Introduktion, Passacaglia und Fuge (2020)

### Pianoverk
- Tre fugor, op. 12 (1989)
  - 1. Fuga b-moll
  - 2. Fuga fiss-moll
  - 3. Fuga ciss-moll
- Nocturne, op. 26 (1990)
- Prélude op. 30 (20 juni 1991)
- Intermezzo ciss-moll (2011)
- Bagatell (2014). Tillägnad Gustaf Bergel.
- Mellan hägg och syrén (2014).

### Kammarmusik
- Mesto (1983). Uruppfördes 22 september 1984 i Norbergs kyrka av John Björklund, Bergslagens kammarorkester och dirigent Glenn Mossop.
- Pezzo arioso för violoncell och piano, op. 11 (1986). Tillägnad Bengt Aulin.
- Canzonetta för flöjt och piano, op. 16 (1989)
- Duo för lika instrument, op. 18 (komponerad 13 juni 1989 i Linköping). Tillägnad Umberto Sarrin.
- Cantus seioso för klarinett och piano, op. 20 (1989). Verket uruppfördes 28 april 1991 i Vists kyrka av Jan Hållén och Otto Freudentahl. Verket är även tillägnat Hållén och Freudentahl.
- Festmusik för tre trumpet och orgel, op. 24b (1989). Tillägnad Claes Tilly.
- Canzonetta för flöjt och stråkorkester, op. 40 (1989). Tillägnad Lena Hellgren.
- Elegi op. 31 (1992). Uruppfördes 24 april 1993 i Vists kyrka av Bo-Gustaf Thorell och Linköpings stråkorkester. Tillägnad Bo-Gustaf Thorell.
- Divertimento för instrumentalgrupp, op. 33 (1993-1994). Skrivet för altblockflöjt (tvärflöjt), tenorblockflöjt (violin), sopranblockflöjt, trumpet i b, horn i f, cello, basun och klaver. Uruppfördes 6 januari 1994 i Vists kyrka av Vists instrumentalensemble och Swante Edlund som dirigent.
  - Pastoral
  - Melodi
  - Bagatell
  - Fantasi
  - Uvertyr
  - Novelett
  - Greensleeves
  - Amazing grace
  - Militär marsch op. 51 nr 1 (F. Schubert).
  - Den blomstertid nu kommer. (koral 199)
  - När Jesusbarnet låg en gång (psalm 117)
  - Gläd dig, du kristi brud.
- Cavatina för viola och piano, op. 48 (1999). Tillägnad Johannes Lindblom.
- Nocturne op. 32. Uruppfördes 19 april 1994 i Vists kyrka av Jessika Göransson, S:t Lars stråkensemble och dirigent Morgan Lundin. Tillägnad Jessika Göransson.
- Canto con passione op. 38 (1995).
- Processionsmusik op. 44 (1998). Tillägnad Anna Gustavsson, Claes Tilly och Niklas Knutsson.

### Vokalverk
- Herren är min Herde för sopran och stråkorkester (1977). Uruppfördes 16 december 1984 i Västanfors kyrka av Birgitta Edlund, Hedemora stråkensemble och dirigent Swante Edlund.
- Bröllopshymn för sång och piano, op. 19b (1986).
- Sång till vinden för röst, violin och piano, op. 17 (1989). Tillägnad Inger Thorell och Bo-Gustav Thorell. Texten är skriven av Per-Arne Bengtsson.
- Sång till vinden för sopran (tenor), klarinett och piano, op. 17b (1991). Text är skriven av Per-Arne Bengtsson. Tillägnad Anne-Sopie Hållén och Jan Hållén.
- Jag skall låta tecken synas för sång och piano, op.37 (1995). Verket uruppfördes 6 augusti 1995 i Kristbergs kyrka av Ingela Wentzell. Verket är även tillägnat Wentzell. Texten är hämta från Joel 2: 30-32.
- Katten för sopran, tenor och piano (2017). Tillägnad Birte och Lars. Texten är skriven av Jörgen Silverstig.
- Hav, älskade hav för sång och piano (2016). Texten är skriven av Karin Matsson Coll.

### Körverk
- Te Deum (1984). Uruppfördes 3 februari 1985 i Västanfors kyrka av kyrkokören.
- Kyrkokantat nr 1 op. 5 (1984).
- Kyrkokantat nr 2 op. 6 (1985).
- Kyrkokantat nr 3 op. 7 (1985). Uruppfördes 4 april 1987 i Västanfors kyrka av Marianne Myrsten, Alf Häggstam, Nacka oratoriekör, Bergslagens kammarorkseter under ledning av Glenn Mossop. Verket är tillägnat Glenn Mossop och Bergslagens kammarorkester.
- Låt barnen komma till mig, op. 22 (SAB, 1989). Text är hämtad från Lukas 18:16.
- Nu fåglarna flyger mot himmelen opp op. 19a (SATB, 1989). Texten är skriven av Birgitta Edlund.
- Saliga äro de... op. 21 (1989)
- Fem sånger op. 27 (1990)
  - 1. Vinternattens stjärna brinner (Swante Edlund)
  - 2. Sång i Kyndelsmäss (Swante Edlund)
  - 3. Se han kommer (Haquin Spegel)
  - 4. Räck din hand (Birgitta Edlund)
  - 5. Det finns vägar att få gå (Swante Edlund)
- Ave verum corpus op. 28 (SATB, 1991). Tillägnad Wist Vocalensemble.
- Kyrkokantat nr 4 op. 29 (1991).
- Kyrkokantat nr 5 op. 36 (1995).
- Räck din hand op. 34 (1993).
- Högtlovat vare Jesu namn, op. 34 (1993)
- Av himlens höjd op. 42a (SATB, 1998).
- Julvisa (Av himlens höjd) op.42b (1998)
- Sicut cervus op. 43a (SSA och piano, 1998). Texten är hämta från psaltaren 42. Tillägnad Karin Alsteryd, Birgitta Edlund, Annika Francén, Cecilia Svensson, Birgitta Witthammar och Elisabet Land.
- Sicut cervus op. 43b (TTB och piano, 1998). Texten är hämta från psaltaren 42.
- Koral för unison sång och orgel, op. 45 (1999)
- Julsång (SATB, 2011). Text är från psalm 62 1937 års koralbok vers 1-3 och 7.
- Ave Maria (SATB, 2015). Tillägnad Nacka kammarkör.